# Fábio Sanches
Fábio Pizarro Sanches (São José dos Campos, 6 gennaio 1991) è un calciatore brasiliano, difensore dell'Água Santa.

## Caratteristiche tecniche
È un difensore centrale.

## Carriera
Ha esordito in Série A l'8 agosto 2019 disputando con il Goiás l'incontro perso 2-0 contro il Corinthians.